# 平野亀之助

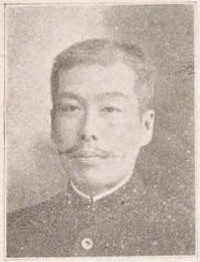
平野亀之助

平野 亀之助（ひらの かめのすけ、1869年6月22日（明治2年5月13日） - 1950年（昭和25年）5月17日）は、日本の政治家。衆議院議員（1期）。

## 経歴
播磨国飾西郡、のちの兵庫県飾磨郡津田村（飾磨町、飾磨市を経て現姫路市）で生まれた。姫路中学校(現・兵庫県立姫路西高等学校)で学ぶ。酒造業を営み、飾磨郡会議員、同議長、兵庫県会議員、所得税調査委員となる。また、飾磨銀行を創立し、取締役を経て頭取となった。
1912年（明治45年）の第11回衆議院議員総選挙において兵庫県郡部から立憲国民党公認で立候補して当選した。衆議院議員を1期務め、1915年（大正4年）の第12回衆議院議員総選挙には立候補しなかった。1950年に死去した。